# 메건 리비

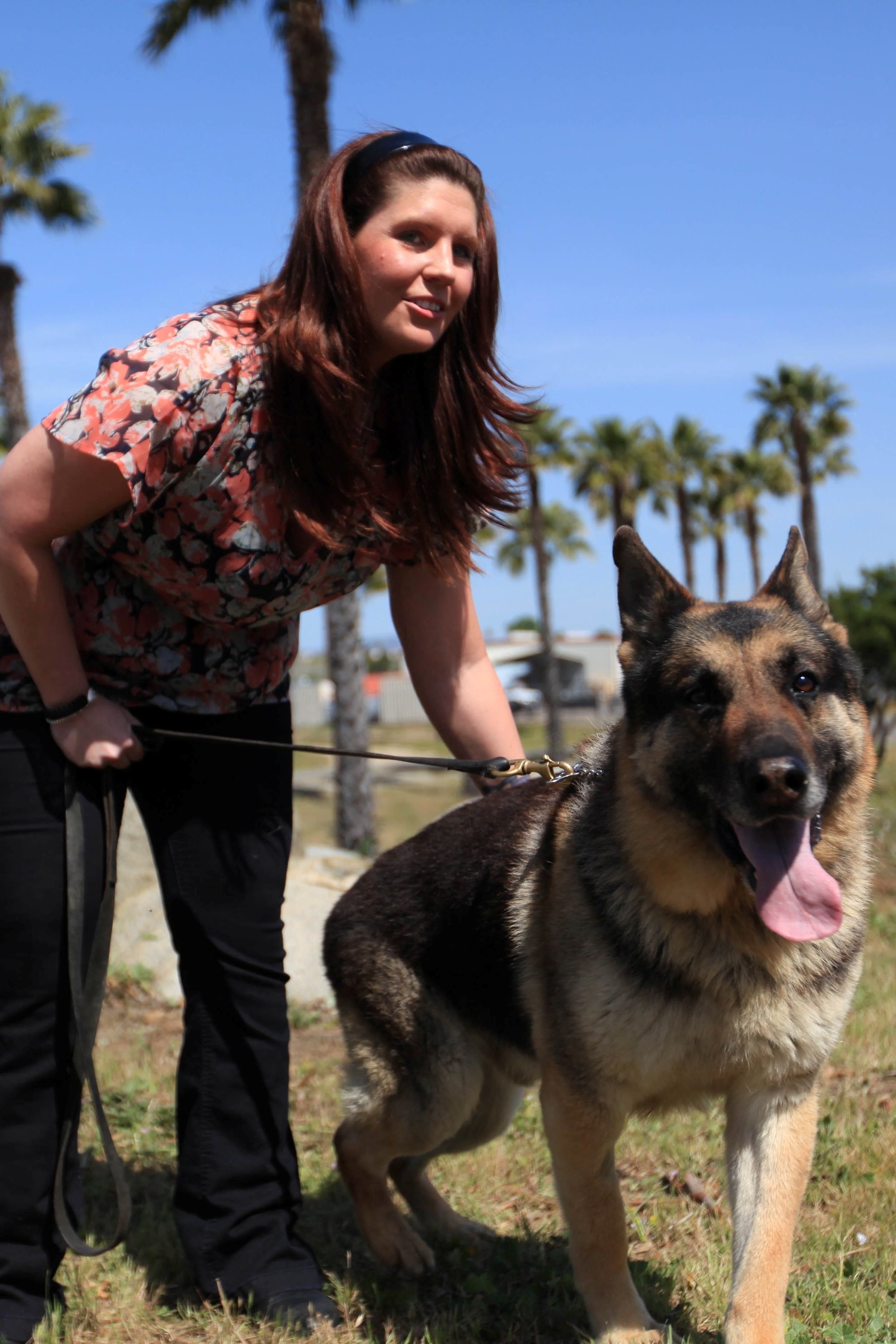
2012년의 리비

메건 리비(Megan Leavey, 1983년 10월 28일~ )는 헌병 K9 조련사로 역임한 미국 해병대 재향 군인이다.
뉴욕 밸리 커티지(Valley Cottage)에서 자랐다. 2003년 해병대에 입대하여 캘리포니아주 캠프 펜들턴에 주둔하였고 여기에서 군용견 렉스(Rex, E168)와 함께했다. 이 둘은 함께 이라크에 배치되었다.
리비와 렉스는 2017년 영화 《메건 리비》의 주제가 되었다.

## 메달과 리본
| V · Bronze star |  |             |
|                 |  |             |
|                 |  | Bronze star |